# Frida
|  | Aquest article tracta sobre la pel·lícula. Vegeu-ne altres significats a « Frida (grup musical)». |

Frida és una pel·lícula mexicana dirigida per Julie Taymor, estrenada el 2002, i guanyadora de dos Oscar i un Globus d'Or.

## Argument
La pel·lícula representa la vida de la pintora surrealista Frida Kahlo, i retrata la torturada vida personal de l'artista mexicana. Des de la seva complexa i duradora relació amb el seu espòs i mentor, Diego Rivera (Alfred Molina), i la seva relació il·lícita i controvertida amb Lev Trotski, fins als seus romàntics i provocatius embolics amb dones. Frida va viure de manera audaç, com una sensual revolucionària política i artística.

## Repartiment
- Salma Hayek: Frida Kahlo[2]
- Alfred Molina: Diego Rivera
- Geoffrey Rush: Lev Trotski
- Ashley Judd: Tina Modotti
- Antonio Banderas: David Alfaro Siqueiros
- Diego Luna: Alejandro Gonzalez Arias
- Valeria Golino: Lupe Marín
- Mía Maestro: Cristina Kahlo
- Roger Rees: Guillermo Kahlo
- Edward Norton: Nelson Rockfeller
- Margarita Sanz: Natalia Trotski
- Patricia Reyes Spíndola: Matilde Kahlo
- Lila Downs: Cantant
- Chavela Vargas: "La Pelona"
- Julian Sedgwick: Reporter de Nova York
- Didi Conn: Mesera
- Saffron Burrows: Gracie

## Al voltant de la pel·lícula
- Salma Hayek produeix la pel·lícula juntament amb Nancy Hardin.[3]
- L'actriu ha comptat amb la desinteressada col·laboració de molts dels seus amics, com Antonio Banderas, Edward Norton, Ashley Judd i Geoffrey Rush, que intervenen en la pel·lícula.
- Jennifer Lopez també va estar interessada a interpretar el paper de Frida Kahlo, però finalment va ser Salma Hayek qui ho va fer.[4]
- És protagonitzada per Salma Hayek, que havia estat sempre interessada en aquest projecte.

## Premis i nominacions

### Premis
2003
- Oscar al millor maquillatge per John E. Jackson i Beatrice De Alba
- Oscar a la millor banda sonora per Elliot Goldenthal
- Globus d'Or a la millor banda sonora original per Elliot Goldenthal

### Nominacions
- Oscar a la millor actriu per Salma Hayek
- Oscar a la millor direcció artística per Felipe Fernández del Paso i Hania Robledo
- Oscar al millor vestuari per Julie Weiss
- Oscar a la millor cançó original per Elliot Goldenthal (música) i Julie Taymor (lletra), per la cançó "Burn It Blue".
- Globus d'Or a la millor actriu dramàtica per Salma Hayek